# タマラ・カールトン
タマラ・カールトン（Tamara Carleton）は、アメリカのデザイン思考学者・機械工学者。スタンフォード大学工学博士、講師。同大学シリコンバレー ・イノベーションアカデミーエグゼクティブディレクター（Summer program)。Innovation Leadership Board LLCのCEO。元米国商工会議所フェロー。ザンクトガレン大学（スイス）客員研究員。モンテレイ工科大学 EGADE Business School（メキシコ）客員教授。大阪工業大学ロボティクス＆デザイン工学部客員教授。

## 略歴
スタンフォード大学大学院機械工学工学博士号取得。その他、ジョージ・ワシントン大学コミュニケーション学士、シラキュース大学大学院パブリック・リレーションズ科学学科修士号取得。Deloitte Consulting LLPで経営コンサルタントを経験後、2007年にInnovation Leadership Board LLCを創設、CEO。2016年よりスタンフォード大学講師。

## 研究内容
主な研究は、テクノロジー産業・地域・文化のイノベーション、テクノカルリーダーシップ、先見ある予測戦略に関連する課題に焦点を当てている。これらは米国国防高等研究計画局（DARPA）のイノベーション実践に関する先駆的研究も反映したものとなっている。
また、世界的に有名な「デザイン思考」方法論であるスタンフォード大学の“ME310“に基づいた教育コーチングを行っている。

## 主な著書
「ME310 at Stanford University: 50 Years of Redesign (1967-2017)」（2019）
「Playbook for Strategic Foresight and Innovation」（2013）、
「Sustaining Innovation: Collaboration Models for a Complex World (Innovation, Technology, and Knowledge Management)」（2011）